# Мухедін Таргай
Мухедін Таргай (алб. Muhedin Targaj, нар. 19 березня 1955, Тепелєна) — албанський футболіст, що грав на позиції захисника за клуб «Динамо» (Тирана), а також національну збірну Албанії. По завершенні ігрової кар'єри — тренер.
П'ятиразовий чемпіон Албанії.

## Клубна кар'єра
Народився 19 березня 1955 року в місті Тепелєна. Вихованець футбольної школи клубу «Динамо» (Тирана). Дорослу футбольну кар'єру розпочав 1974 року в основній команді того ж клубу, кольори якої і захищав протягом усієї своєї кар'єри гравця, що тривала чотирнадцять років. За цей час п'ять разів виборював титул чемпіона Албанії.

## Виступи за збірну
1980 року дебютував в офіційних матчах у складі національної збірної Албанії.
Загалом протягом кар'єри у національній команді, яка тривала 6 років, провів у її формі 22 матчі, забивши 3 голи.

## Кар'єра тренера
Розпочав тренерську кар'єру, повернувшись до футболу після тривалої перерви, 2001 року, очоливши тренерський штаб клубу «Динамо» (Тирана). 2002 року перейшов на посаду технічного директора клубу, на якій пропрацював до 2005 року.

## Титули і досягнення
- Чемпіон Албанії (5):

«Динамо» (Тирана): 1974-75, 1975-76, 1976-77, 1979-80, 1985-86